# Pronopion rubriceps
Pronopion rubriceps is een keversoort uit de familie boktorren (Cerambycidae). De wetenschappelijke naam van de soort is voor het eerst geldig gepubliceerd in 1909 door Gounelle.